# Пауерсвил (Мисури)
Пауерсвил (енгл. Powersville) град је у америчкој савезној држави Мисури.

## Демографија
По попису из 2010. године број становника је 60, што је 26 (-30,2%) становника мање него 2000. године.
| Група             | 2000.       | 2010.      |
| Белци             | 86 (100,0%) | 59 (98,3%) |
| Афроамериканци    | 0 (0,0%)    | 0 (0,0%)   |
| Азијати           | 0 (0,0%)    | 0 (0,0%)   |
| Хиспаноамериканци | 0 (0,0%)    | 0 (0,0%)   |
| Укупно            | 86          | 60         |